# Conrad Ier de Fribourg
Conrad Ier de Fribourg, né en 1226 et mort le 24 septembre 1271, est un comte d'Urach et de Fribourg-en-Brisgau.

## Biographie
Il est le fils d'Egon V d'Urach et d'Adelaïde, fille d'Heinri de Niffen. Il se positionne contre l'empereur Frédéric II du Saint-Empire au motif que ce dernier lui réclame les châteaux d'Ortemberg, d'Offenbourg et de Neubourg que Conrad prétend tenir des anciens ducs de Zähringen par le mariage de son grand-père avec la fille de Berthold IV de Zähringen. 
Le 18 septembre 1262, après être venu porter secours à Strasbourg alors en guerre contre l'évêque Walter de Geroldseck et qui devait se terminer par la bataille de Hausbergen, il signe un traité d'alliance avec cette même ville.

## Mariage et succession
Il épouse vers 1248 Sophie, (? - vers 1270), fille de Frédéric II de Hohenzollern et d'Élisabeth de Habsbourg, de qui il a :
- Conrad II, (? - 2 octobre 1301/02[5]), il fait une carrière dans les ordres, tout d'abord curé de l'église de Fribourg il est nommé chanoine de Strasbourg de 1265 à 1296, puis de Constance de 1266 à 1279, puis grand-prévôt de celle-ci en 1300,
- Egon II de Fribourg qui lui succède,
- Henri, (? - 19 août 1300/9 juillet 1303), à la mort de son père et en accord avec son oncle Henri Ier de Fürstenberg il devient comte de Fribourg en association avec son frère Egon se réservant les seigneuries de Badenweiller, de Neubourg et de Husen. En 1276 il vend la seigneurie de Neubourg, dont les relations entre lui et ses habitants avaient toujours été tendues, à Egon[4]. Il épouse vers 1281 Anne, fille d'Henri de Werdenberg et d'Élisabeth, de qui il a Marguerite, dame de Badenweiler, mariée à Othon II de Neuchâtel-Strassberg, et Vérene, (? - 25 décembre 1320), dame de Wartenberg et de Mausach, mariée vers 1308 à Henri II de Fürstenberg,
- Adélaïde, (? - 17 janvier 1300), elle épouse vers 1239 Gottfried Ier de Habsburg-Laufenburg puis vers 1294 Burkard II de Horburg,
- Gottfried, chanoine de Constance de 1275 à 1279.

## Sources
- Nicolas Viton de Saint-Allais, L'Art de vérifier les dates des faits historiques, des chartes, des chroniques et autres anciens monuments, depuis la naissance de Notre-Seigneur, par le moyen d'une table chronologique, 1819 (lire en ligne), p. 61 à 63
- Julius Kindler von Knobloch, Oberbadisches Geschlechterbuch, Heidelberg, Carl Winter's Universitätsbuchhandlung, 1894 (lire en ligne), p. 388 et 399

- Médiéval Généalogie
- Geneall, Graf von Freiburg
- Fabpedigree, Freiburg
- Roglo, Grf von Freiburg